# Równina Łowicko-Błońska
Równina Łowicko-Błońska (318.72) – równina będąca południowo-zachodnią częścią Niziny Środkowomazowieckiej. Leży ona na południe od dolin Wisły i Bzury.
Głównymi miastami leżącymi na obszarze równiny są Błonie, Grodzisk Mazowiecki, Łowicz, Pruszków, Skierniewice, Sochaczew oraz Żyrardów.
Obszar ten tworzy jeden z najbardziej płaskich krajobrazów na Mazowszu, będąc morenową równiną denudacyjną. Przez równinę płyną z południa na północ liczne dopływy Bzury, spośród których najważniejsze to: Moszczenica, Mroga, Skierniewka, Rawka, Sucha, Pisia i Utrata.
Na terenie równiny istnieją korzystne warunki do rozwoju rolnictwa, zwłaszcza sadownictwa i warzywnictwa, a to dzięki obecności gleb pyłowych i czarnych ziem.